# Muwisa
Muwisa est un temple bouddhiste, situé à Gangjin, dans la province de Jeolla du Sud, en Corée du Sud.

## Histoire
Un premier temple a été construit à cet emplacement, par le moine bouddhiste Wonhyo, en 617, et nommé sous le vocable " temple Gwaneumsa ". L'actuel temple a été reconstruit, et nommé Muwisa, en 1430, sous le règne du roi Sejong de la dynastie Joseon.

## Description
La salle du temple, appelée Halle Geungnakjeon, comporte un toit à pignon, avec des corniches placées sur des piliers de soutien qui sont arrondis et plus épais au milieu qu'aux extrémités. La halle est ornée de 29 peintures murales, honorant le bouddha Amitabha. Elles font partie des Trésors nationaux de Corée du Sud.

## En savoir plus